# Korzikai szalamandra
A korzikai szalamandra (Salamandra corsica) a kétéltűek (Amphibia) osztályának a farkos kétéltűek (Caudata) rendjéhez, ezen belül a szalamandrafélék (Salamandridae) családjához tartozó faj.

## Előfordulása
Franciaországhoz tartozó Korzika szigetén honos.  A természetes élőhelye a mérsékelt égövi erdőkben, mediterrán típusú bozótosban, folyókban, időszakos folyókban, mocsarakban, édesvízi mocsarakban, és szakaszos édesvízi felvonulásokban van. A magasabb élőhelyeken gyakoribb, de a nyugati parton is előfordul Porto és Piana között.
Korzika középső területein hegyvidéki az éghajlat, sok csapadékkal és alacsony hőmérséklettel. A nyári hónapokban a magas hegyekből érkező olvadékvíz hűvös, tiszta patakjai ideális élőhelyet biztosítanak a szalamandralárvák számára.

## Megjelenése
A kifejlett nőstények elérhetik a 22 cm-es testhosszúságot. Fekete hátukat szabálytalanul elhelyezkedő közel kör alakú sárga foltok tarkítják. Közép-európai rokonaiknál tömzsibbek. Sokat ásó életmódjuk miatt lábaik is rövidebbek, ujjaik erősebbek. Egyes megfigyelések szerint a mélyebb talajrétegekbe ássák magukat a hosszabb száraz időszakokra. Széles fejükön kidagadnak a méregmirigyek.

## Szaporodása
Robert Mertens herpetológus a Restonica-völgyben, 1000 méteres tengerszint feletti magasságon talált egy vemhes nőstényt, amelynek utódai apa nélkül fogantak. Nem lárva, hanem kifejlettszalamandra formájában és színeiben születtek. A közeli vizekben Mertens kizárólagosan vízi életmódú lárvákat is talált, amelyeknek apjuk is volt. Ez a jelenség a foltos szalamandra északnyugat-spanyolországi alfajánál (Salamandra salamandra bernardezi) és az alpesi szalamandránál (Salamandra atra)  is ismert, és a száraz, meleg éghajlathoz való alkalmazkodásnak tekinthető.

## Természetvédelmi státusa
Természetvédelmi státusa nem fenyegetett, mivel Korzika gyéren lakott, és a szigeten az erdei utak nehezen járhatók. Élőhelyüket az erdei utak kiépítése, a haltelepítések, az elszabadult háziállatok által okozott erózió és a vizek felső folyásának szennyezése veszélyezteti.